# سات

اخبار

سات أو «اختبار سات» (بالإنجليزية: Scholastic Aptitude Test ) هو اختبار للالتحاق بالجامعات الأمريكية، وهو أحد الاختبارات التي يستخدمها الجيش لاختبار قدرات الفرد العقلية، واقتُرح من أجل القبول في الجامعات لأول مرة سنة 1926، لكن تأجل تطبيقه حتى 1933 في جامعة هارفرد بعد قيام رئيسها بإستعماله في تقييم قدرات المتقدمين للمنح الدراسية، ويقيس هذا الاختبار المهارات الاساسية للإنسان كالقراءة والفهم وقدرته على التعبير والحساب.

## التسجيل واجراء الاختبار
التسجيل في سات يقدم في الولايات المتحدة عدة مرات في السنة: في أكتوبر، نوفمبر، ديسمبر، يناير، مايو، يونيو.
في بقية دول العالم يتم تقديم أختبارات سات في المواعيد نفسها كما في الولايات المتحدة باستثناء أشهر يناير التي لاتقدم فيها اختبارات.
المرشحين المسجلين للاختبار يمكنهم إجراء الاختبار على ثلاثة اختبارات في أي تاريخ محدد للاختبارات باستثناء تاريخ اختبار أول الربيع، عندما يتم تقديم الاختبار، المرشحين الذين يرغبون في إجراء الاختبار عليهم التسجيل على الإنترنت في الموقع الإلكتروني لمجلس الكلية أو عن طريق البريد أو الهاتف وذلك قبل ثلاثة اسابيع من تاريخ الاختبار.
تكاليف اختبار سات 45 دولار داخل الولايات المتحدة و71 دولار خارج الولايات المتحدة باستثناء رسوم التسجيل المتأخر الطلاب يدفعون 20 دولار رسوم تسجيل أساسية. ومبلغ 9 دولار عن كل اختبار، وهناك رسوم اضافية رسوم التسجيل المتأخر والاستعداد للاختبار وتغييرات في التسجيل والنتيجة عبر الهاتف أو تقارير مرسلة لعلامات اضافية. يستطيع مجلس الكلية تقديم اعفاءات عن الرسوم لذوي الدخل المحدود والفقراء من الطلاب.

## أقسام الاختبار
- الرياضيات:
عبارة عن اثنين من اختبارات باللغة الإنجليزية.
- اختبار 25 دقيقة (بدون استخدام آلة حاسبة): عبارة عن 15 سؤال اختيارات (ضع دائرة) و5 أسئلة حل مباشر
- اختبار 55 دقيقة: عبارة عن 30 أسئلة اختيارات (ضع دائرة)، و9 أسئلة حل مباشر

- القراءة والنحو:
مدة هذا الاختبار 65 دقيقة وتتنوع الأسئلة في هذه الاختبارات لكنها تركز على اختبار مفردات الطلاب وقدرتهم على فهم تركيب الجملة والقطع المقالية وعلى الطالب الإجابة على الاسئلة بعد الانتهاء من قراءة كل فقرة.
- الكتابة:
في هذا القسم نوعان من الأسئلة فهناك أسئلة الاختيارات (ضع دائرة) والتي يتوجب على الطالب فيها التعرف على الخطأ في الجملة المعطاة له وتصحيحه حيث يختبر هذا الامتحان معرفة الطالب بقواعد اللغة الإنجليزية ومدتها 35 دقيقة.
اما القسم الآخر من هذا الامتحان فمدته 60 دقيقة ويطلب من الطالب فيه كتابة فقرة باللغة الإنجليزية وغالباً ما يكون الموضوع المطلوب الكتابة عنه هو موضوع يطلب من الطالب فيه عن التعبير عن رأيه في قضية معينة وهذا القسم إختيارى وليس إجباريا.